# Quítxua sud-bolivià
El quítxua sud-bolivià (en quítxua Qullasuyu qhichwa simi) també conegut com el quítxua del centre de Bolívia, és un dialecte del quítxua meridional parlat a Bolívia i a les zones adjacents de l'Argentina, on també es coneix com a colla. No s’ha de confondre amb el quítxua nord-bolivià, que es parla als vessants nord-andins de Bolívia i que es distingeix fonològicament de la varietat sud boliviana. Les estimacions del nombre de parlants del quítxua sud-bolivià oscil·len entre 2,3 a 2,8 milions, convertint-la en la llengua indígena més parlada a Bolívia, una mica més gran que l'aimara, amb aproximadament 2 milions de parlants a Bolívia. En comparació, el dialecte nord bolivià té aproximadament 116.000 parlants.

## Història i classificació dialectal
El quítxua sud-bolivià és membre de la branca meridional de la família quítxua, el que el relaciona estretament amb altres dialectes del quítxua meridional, incloent-hi el quítxua d'Ayacucho i particularment el quítxua de Cusco, varietats parlades al Perú.
La família de llengües quítxues abasta un conjunt de llengües extremadament diverses, moltes de les quals són inintel·ligibles mútuament, raó per la qual els lingüistes han classificat el quítxua com a família lingüística en lloc d’una llengua amb molts dialectes. Tot i que es creu que totes les llengües quítxua van descendir d’un sol avantpassat, el proto-quítxua, encara hi ha debat sobre com van evolucionar les llengües quítxues modernes cap als seus estats actuals i com seria aquesta línia de temps. Com a resultat d'això, s'han suggerit nombroses classificacions i teories sobre la relació de llengües i dialectes específics del quítxua. No obstant això, generalment s’accepta l’àmplia divisió actual del quítxua en quatre branques principals.
Joseph Greenberg, en la seva molt disputada teoria de la superfamília dels amerindis, situa la família lingüística quítxua a la branca andina dels amerindis, que forma part de la branca més gran dels amerindis del sud que engloba totes les llengües indígenes sud-americanes. Gran part de la proposta de Greenberg ha estat desmentida i les seves afirmacions sobre el quítxua són igualment sospitoses. Fins i tot en un dels seus subgrups inferiors, la família de les llengües andines, encara es debat la idea que les llengües andines com el quítxua i l’aimara estan relacionades, i el consens comú és que les similituds entre el quítxua i l’aimara van sorgir del contacte lingüístic en comptes d'una relació genètica.
Hi ha algunes diferències dialectals en el quítxua sud-bolívià entre les regions de Bolívia. Aquests dialectes inclouen Chuquisaca, Cochabamba, Oruro, Potosí i Sucre a Bolívia, juntament amb el nord-oest de Jujuy a l'Argentina. Potser encara hi ha alguns parlants, de 8.000 quítxua ètnics, a Xile. El quítxua santiagueño a l'Argentina, encara que divergent, sembla derivar almenys en part del quítxua sudbolivià.

## Estatut lingüístic
El quítxua és reconegut com a llengua oficial de Bolívia, una de les 36 llengües indígenes declarades oficials a la constitució de la nació. El quítxua sud-bolivià té un gran nombre de parlants en comparació amb altres llengües indígenes. No obstant això, el quítxua encara corre el perill de ser devaluat i envaït del castellà com a llengua de prestigi. A més, les diferències lingüístiques, ideològiques i culturals entre els seus nombrosos dialectes dificulten l’acostament del quítxua al conjunt dels responsables polítics, ja que cada comunitat quítxua presenta diferents reptes pel que fa a la política i la planificació lingüístiques.
Ethnologue enumera el quítxua sud-bolivià com a "en desenvolupament", la qual cosa indica que "la llengua està en un ús vigorós, i que alguns utilitzen literatura en forma estandarditzada, si bé encara no està generalitzada ni és sostenible". No obstant això, l'Atles interactiu UNESCO de les llengües del món en perill classifica el quítxua sud-bolivià com a "vulnerables", definit com el següent: "La majoria dels nens o famílies d'una comunitat en particular parlen l'idioma com a primera llengua, però pot restringir-se a dominis socials específics. (com a casa, on els nens interactuen amb els seus pares i avis)."
Durant les darreres dècades, hi ha hagut un augment dels esforços de revitalització del quítxua i d'altres llengües indígenes a causa de factors com el creixement del turisme internacional que promou l'orgull cultural. S'han fet esforços per augmentar l'estatus lingüístic i cultural de la llengua i dels pobles quítxua. A Bolívia, molts responsables polítics defensen l'ensenyament del quítxua i altres llengües indígenes com l'aimara a totes les escoles públiques i oficines governamentals. No obstant això, aquests esforços de revitalització sovint es troben amb resistència i la seva eficàcia per aturar el declivi del quítxua encara és qüestionable.

## Fonologia

### Vocals
|         | Anterior | Posterior |
| ------- | -------- | --------- |
| Tancada | i        | u         |
| Oberta  | a        | a         |

El quítxua sud bolivià té tres sons vocàlics bàsics: vocal anterior no arrodonida /i/, vocal posterior arrodonida /u/ i vocal central baixa /a/. La vocal anterior /i/ es oberta a [e] o [ɛ] quan es troba al costat d'una parada uvular o quan només està separada d'una parada uvular per una consonant sense parar. La vocal posterior /u/ es redueix de manera similar en aquest entorn, a [o] o [ɔ].

### Consonants
La taula següent mostra els sons consonàntics en quítxua sud-bolivià mitjançant el sistema ortogràfic emprat per Bills (1969). Els equivalents IPA s'inclouen entre parèntesis quan sigui necessari.
|                             |                             | Bilabial | Dental  | Palatal   | Velar   | Uvular  | Glotal |
| --------------------------- | --------------------------- | -------- | ------- | --------- | ------- | ------- | ------ |
| Oclusiva o Africada         | Senzilla                    | p        | t       | ch [tʃ]   | k       | q       |        |
| Oclusiva o Africada         | Aspirada                    | p" [pʰ]  | t" [tʰ] | ch" [tʃʰ] | k" [kʰ] | q" [qʰ] |        |
| Oclusiva o Africada         | Glotalitzada                | p'       | t'      | ch' [tʃ'] | k'      | q'      |        |
| Fricativa                   | Fricativa                   |          | s       |           |         |         | h      |
| Nasal                       | Nasal                       | m        | n       | ñ [ɲ]     |         |         |        |
| Bategant                    | Bategant                    |          | r       |           |         |         |        |
| [consonant lateral\|Lateral | [consonant lateral\|Lateral |          | l       | ll [ʎ]    |         |         |        |
| Aproximant                  | Aproximant                  | w        |         | y [j]     |         |         |        |

Hi ha quatre oclusives i una africada / ch / al sistema de so bàsic. Els cinc sons contrasten amb les seves versions aspirades i glotalitzades, una característica que es dona en molts dialectes de la família de llengües quítxues i que es creu que és el resultat de l'exposició a l'aimara, que fa les mateixes distincions. Es pot veure que l'aspiració i la glotalització són contrastives en parells mínims com "puñun" "ell dorm" versus "p'uñun" "el seu càntir" i "piña" '"pinya" versus' 'p "iña' '"salvatge".
Totes les oclusives, les africades i les fricatives no tenen veu, a excepció de /q/, que es converteix en una síl·laba fricativa uvular [ʁ] a començament de síl·laba.
Les alternances fonològiques addicionals inclouen la fricativització de /k/ i /q/ a final de síl·laba, fins a velar [x] i uvular [χ] respectivament. La fricativa /s/ té al·lòfons [s] i [ʃ], de les quals aquesta última es produeix amb molta freqüència. Totes les fricatives es produeixen només a començament i mitja paraula, mai finalment.
Els tres sons nasals s’assimilen al punt d’articulació del següent so consonant. A final de paraula /n/ és l'única nasal que es produeix; es converteix en [ŋ].